# Londonderry (Vermont)
Londonderry ist eine Town im Windham County des Bundesstaates Vermont in den Vereinigten Staaten mit 1.919 Einwohnern (laut Volkszählung von 2020).

## Geografie

### Geografische Lage
Londonderry liegt in der nordwestlichen Ecke des Windham Countys in den östlichen Ausläufern der Green Mountains. Im Nordwesten mündet der Utley Brook in den West River. Dieser windet sich in Nord-Süd-Richtung durch das Gebiet der Town; seinem Verlauf folgt teilweise die State Route 100. Die Wasserflächen des Lowell Lakes und des Lily Ponds befinden sich im Nordosten der Town.

### Nachbargemeinden
Alle Entfernungen sind als Luftlinien zwischen den offiziellen Koordinaten der Orte aus der Volkszählung 2010 angegeben.
- Norden: Weston, 3,0 km
- Nordosten: Andover, 8,9 km
- Osten: Windham, 10,5 km
- Süden: Jamaica, 4,3 km
- Südwesten: Winhall, 19,7 km
- Nordwesten: Peru, 15,0 km

### Klima
Die mittlere Durchschnittstemperatur in Londonderry liegt zwischen −8 °C (16 °Fahrenheit) im Januar und 18,3 °C (65 °Fahrenheit) im Juli. Die Schneefälle zwischen Oktober und Mai liegen mit bis zu knapp einem halben Meter (17 Inch) etwa doppelt so hoch wie die mittlere Schneehöhe in den USA. Die tägliche Sonnenscheindauer liegt am unteren Rand des Wertespektrums der USA.

## Geschichte

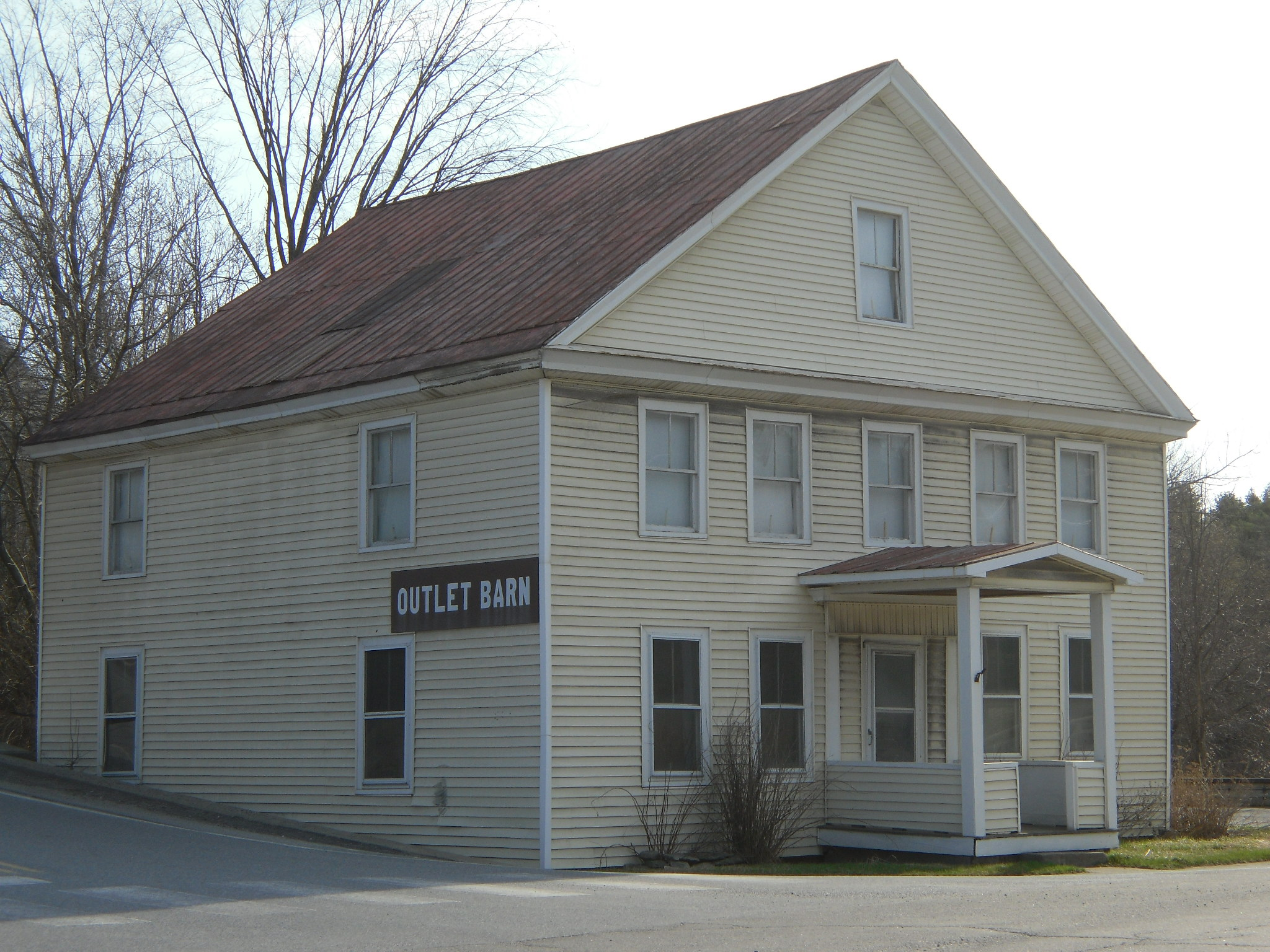
Outlet Barn in Londonderry

Die erste Gründung von Londonderry fand im Jahr 1770 unter dem Namen „Kent“ durch die Provinz New York zugunsten von James Rogers statt. Zur Town Kent gehörte auch das Gebiet der heutigen Town Windham. Durch die Legislative der Vermont Republic wurde das Gebiet erneut vergeben, und am 20. April 1780 wurde Londonderry gegründet. Benannt wurde Londonderry nach Londonderry (New Hampshire).
Londonderry hatte seine größte Bevölkerungshöhe im Jahr 1860 mit 1367 Einwohnern; anschließend setzte ein Bevölkerungsrückgang ein, der durch die Eröffnung des Skigebietes gestoppt wurde. Im Jahr 1980 lebten 1510 Menschen in Londonderry.
Eine Wochenzeitung mit Namen The Londonderry Sifter wurde im Jahr 1883 durch George T. Shanks gegründet, der in Londonderry unter dem Namen „Sifter John“ bekannt war. Er war der Herausgeber und Autor der Zeitung bis zum Jahr 1903; sie wurde bis Mitte der 1920er Jahre herausgegeben. In den frühen Jahren gab es zudem in der Town Sägemühlen, Getreidemühlen, Werkstätten und eine Gerberei.
Die Fluten der Neuengland-Hurrikans 1927 und 1938 richteten große Schäden an. Im Jahr 1975 stürzten zwei F-111-Kampfflugzeuge über Londonderry ab.

### Religionen
Knapp 69 % der Bewohner von Londonderry gehören keiner religiösen Gemeinschaft an, etwa 20 % sind katholisch und etwa 10 % sind Protestanten.

### Einwohnerentwicklung
| Volkszählungsergebnisse – Town of Londonderry, Vermont | Volkszählungsergebnisse – Town of Londonderry, Vermont | Volkszählungsergebnisse – Town of Londonderry, Vermont | Volkszählungsergebnisse – Town of Londonderry, Vermont | Volkszählungsergebnisse – Town of Londonderry, Vermont | Volkszählungsergebnisse – Town of Londonderry, Vermont | Volkszählungsergebnisse – Town of Londonderry, Vermont | Volkszählungsergebnisse – Town of Londonderry, Vermont | Volkszählungsergebnisse – Town of Londonderry, Vermont | Volkszählungsergebnisse – Town of Londonderry, Vermont | Volkszählungsergebnisse – Town of Londonderry, Vermont |
| Jahr                                                   | 1800                                                   | 1810                                                   | 1820                                                   | 1830                                                   | 1840                                                   | 1850                                                   | 1860                                                   | 1870                                                   | 1880                                                   | 1890                                                   |
| ------------------------------------------------------ | ------------------------------------------------------ | ------------------------------------------------------ | ------------------------------------------------------ | ------------------------------------------------------ | ------------------------------------------------------ | ------------------------------------------------------ | ------------------------------------------------------ | ------------------------------------------------------ | ------------------------------------------------------ | ------------------------------------------------------ |
| Einwohner                                              | 330                                                    | 637                                                    | 958                                                    | 1.302                                                  | 1.216                                                  | 1.274                                                  | 1.367                                                  | 1.252                                                  | 1.154                                                  | 1.010                                                  |
| Jahr                                                   | 1900                                                   | 1910                                                   | 1920                                                   | 1930                                                   | 1940                                                   | 1950                                                   | 1960                                                   | 1970                                                   | 1980                                                   | 1990                                                   |
| Einwohner                                              | 961                                                    | 962                                                    | 911                                                    | 799                                                    | 859                                                    | 953                                                    | 898                                                    | 1.037                                                  | 1.510                                                  | 1.506                                                  |
| Jahr                                                   | 2000                                                   | 2010                                                   | 2020                                                   | 2030                                                   | 2040                                                   | 2050                                                   | 2060                                                   | 2070                                                   | 2080                                                   | 2090                                                   |
| Einwohner                                              | 1.709                                                  | 1.769                                                  | 1.919                                                  |                                                        |                                                        |                                                        |                                                        |                                                        |                                                        |                                                        |

## Kultur und Sehenswürdigkeiten

### Parks

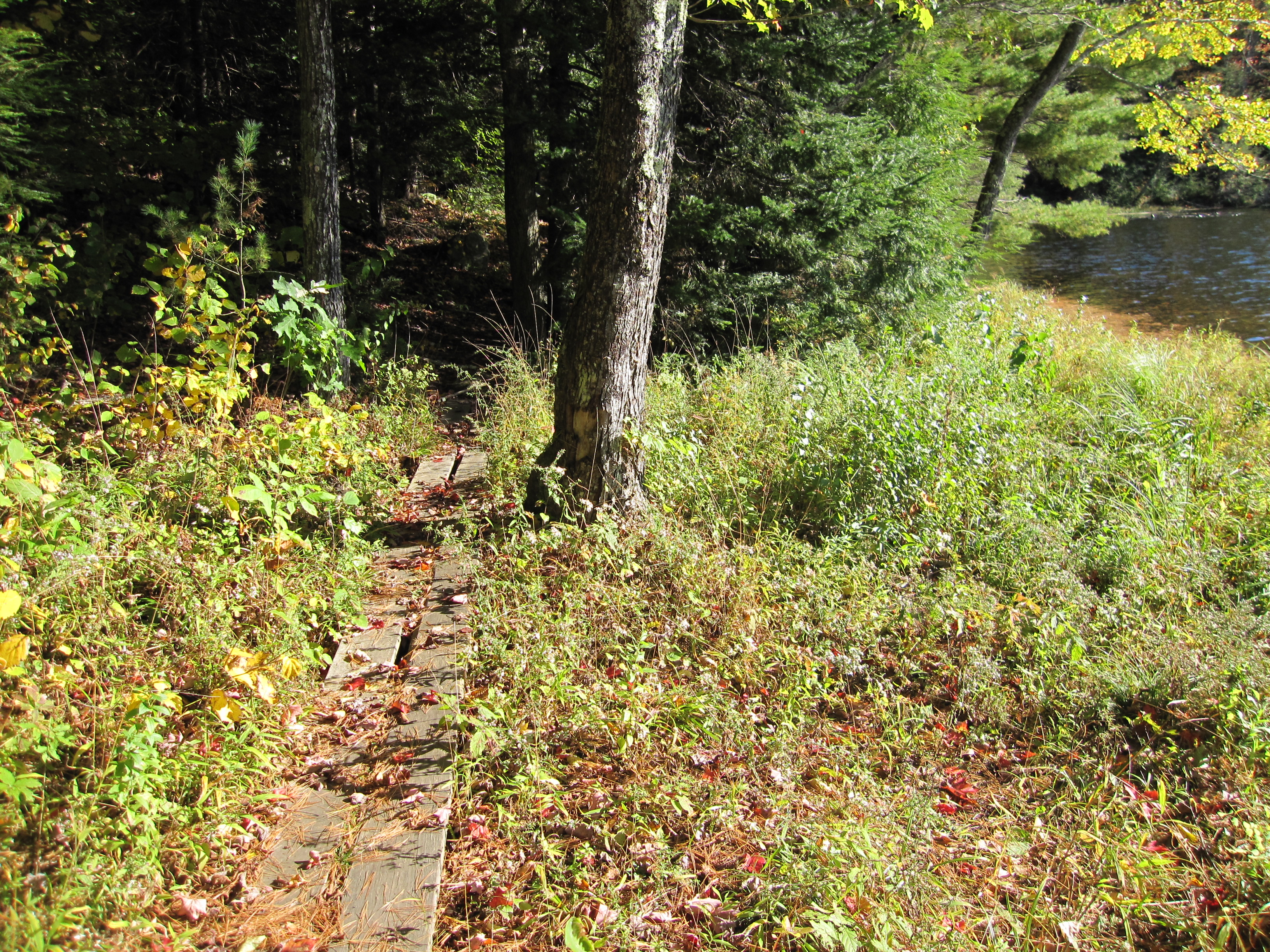
Lowell Lake State Park

Der Lowell Lake State Park wurde im Jahr 1981 gegründet, als der Staat Vermont 83,8 ha (207 Acres) aus dem Nachlass von Arline Weiss Gardner am südlichen Ende des Lowell Lakes aufkaufte. Zum Gebiet gehören ein Damm und ein Friedhof sowie eine Bootsrampe. Im Jahr 1996 kamen mit Hilfe des Vermont Land Trusts weitere 62,3 ha (154 Acres) hinzu. In diesem Gebiet befindet sich ein ehemaliges Sommerlager. Der Park umfasst den größten Teil der Seeufer sowie einige Feuchtbiotope.

### Verkehr
Die Vermont State Route 100 durchquert Londonderry in nordsüdlicher Richtung von Jamaica und Weston im Süden nach Weston im Norden und die Vermont State Route 11 durchquert die Town in ostwestlicher Richtung von Windham im Osten nach Peru im Westen. Die Bahnstrecke Brattleboro–South Londonderry führt bis South Londonderry.

### Öffentliche Einrichtungen
Das Grace Cottage Hospital in Townshend ist das nächstgelegene Krankenhaus.

### Bildung
Londonderry gehört mit Danby, Dorset, Langrove, Manchester, Mt. Tabor, Pawlet, Peru, Rupert, Sunderland, Weston und Winhall zur Bennington-Rutland Supervisory Union
Die Flood Brook School ist eine Elementary-Middle-School mit Klassen von Pre-Kindergarten bis zur achten Klasse. Etwa 270 Schülerinnen und Schüler besuchen die Schule. Sie kommen aus der Town Londonderry und den umliegenden Towns Peru, Landgrove und Weston. Londonderry gehört zur Windsor Southwest Supervisory Union.
In Londonderry steht den Einwohnern die South Londonderry Library als öffentliche Bibliothek zur Verfügung. Sie wurde im Februar 1902 im Haus der Familie des Richters Addison J. Cudworth gegründet. Heute befindet sie sich in South Londonderry.

## Persönlichkeiten

### Söhne und Töchter der Stadt
- Harrison Henry Atwood (1863–1954), Politiker
- Ernest Gibson senior (1871–1940), Politiker